# Liste des interstates en Virginie
Les Interstates en Virginie font partie du réseau des autoroutes inter-états et sont entretenues par le Virginia Department of Transportation (VDOT). L'état compte six autoroutes principales et dix autoroutes auxiliaires. En plus, trois autoroutes principales sont en construction de même qu'une autoroute auxiliaire. 

## Liste des autoroutes principales
| Numéro       | Longueur (mi) | Longueur (km) | Terminus sud / ouest                                                                     | Terminus nord / est                                                         | Créée    | Notes                                        |
| ------------ | ------------- | ------------- | ---------------------------------------------------------------------------------------- | --------------------------------------------------------------------------- | -------- | -------------------------------------------- |
| I-64         | 297,62        | 478,97        | I-64 / US 60 à la frontière de la Virginie-Occidentale près de White Sulphur Springs, WV | I-264 / I-664 à Chesapeake                                                  | 1959     |                                              |
| I-66         | 74,80         | 120,40        | I-81 in Middletown, VA                                                                   | I-66 à la frontière du District de Columbia à Arlington                     | 1961     |                                              |
| I-73         | —             | —             | I-73 à la frontière de la Caroline du Nord près de Ridgeway                              | I-73 à la frontière de la Virginie-Occidentale                              | proposée | Remplacera la US 220                         |
| I-74         | 66,27         | 106,65        | I-74 / I-77 à la frontière de la Caroline du Nord près de Cana                           | I-74 / I-77 à la frontière de la Virginie-Occidentale près de Bluefield, WV | proposée | Formera un multiplex avec l'I-77 dans l'état |
| I-77         | 66,27         | 106,65        | I-74 / I-77 à la frontière de la Caroline du Nord près de Cana                           | I-74 / I-77 à la frontière de la Virginie-Occidentale près de Bluefield, WV | 1972     | Formera un multiplex avec l'I-74 dans l'état |
| I-81         | 324,92        | 522,91        | I-81 à la frontière du Tennessee à Bristol                                               | I-81 à la frontière de la Virginie-Occidentale près de Gordondale           | 1959     |                                              |
| I-85         | 68,64         | 110,47        | I-85 à la frontière de la Caroline du Nord près de South Hill                            | I-95 à Petersburg                                                           | 1958     |                                              |
| I-87         | 17,00         | 27,00         | I-87 à la frontière de la Caroline du Nord près de South Mills                           | I-64 / I-464 / SR 178 à Norfolk                                             | proposée | Empruntera le corridor de la US 17           |
| I-95         | 178,73        | 287,64        | I-95 à la frontière de la Caroline du Nord près d'Emporia                                | I-95 / I-495 à la frontière du District de Columbia à Alexandria            | 1958     |                                              |
| - Non-ouvert |               |               |                                                                                          |                                                                             |          |                                              |

## Liste des autoroutes auxiliaires
| Numéro       | Longueur (mi) | Longueur (km) | Terminus sud / ouest                                   | Terminus nord / est                                              | Créée    | Notes                              |
| ------------ | ------------- | ------------- | ------------------------------------------------------ | ---------------------------------------------------------------- | -------- | ---------------------------------- |
| I-195        | 3,50          | 5,63          | SR 195 à Richmond                                      | I-64 / I-95 à Richmond                                           | 1975     |                                    |
| I-264        | 25,07         | 40,35         | I-64 / I-664 à Chesapeake                              | Parks Avenue / 21st Street / 22nd Street à Virginia Beach        | 1964     |                                    |
| I-295        | 52,75         | 84,89         | I-95 près de Petersburg                                | I-64 près de Short Pump                                          | 1985     |                                    |
| I-381        | 2.91          | 4.68          | SR 381 à Bristol                                       | I-81 / US 58 à Bristol                                           | 1961     |                                    |
| I-395        | 9,91          | 15,95         | I-95 / I-495 à Springfield                             | I-395 à la frontière du District de Columbia à Arlington         | 1975     |                                    |
| I-464        | 5,67          | 9,12          | I-64 à Chesapeake                                      | I-264 à Norfolk                                                  | 1960     |                                    |
| I-495        | 21,38         | 34,41         | I-495 à la frontière du Maryland à McLean              | I-95 / I-495 à la frontière du District de Columbia à Alexandria | 1961     |                                    |
| I-564        | 3,03          | 4,88          | SR 337 à Norfolk, VA                                   | I-64 à Norfolk                                                   | 1971     |                                    |
| I-581        | 6,35          | 10,22         | US 220 à Roanoke                                       | I-81 près de Hollins                                             | 1964     | Sera remplacée par l'I-73          |
| I-664        | 20,79         | 33,46         | I-64 / I-264 à Chesapeake                              | I-64 à Hampton                                                   | 1981     |                                    |
| I-785        | —             | —             | I-785 à la frontière de la Caroline du Nord à Danville | US 58 à Danville                                                 | proposée | Formera un multiplex avec la US 29 |
| - Non-ouvert |               |               |                                                        |                                                                  |          |                                    |